# Michael Grenda
Michael Grenda (né le 24 avril 1964 à Grafton) est un coureur cycliste australien. Il a notamment été champion olympique de poursuite par équipes avec Kevin Nichols, Michael Turtur, Dean Woods lors des Jeux olympiques de 1984. Il a reçu la médaille de l'ordre d'Australie en 1985

## Palmarès

### Jeux olympiques
- 1984
  -  Champion olympique de poursuite par équipes (avec Kevin Nichols, Michael Turtur, Dean Woods)

### Jeux du Commonwealth
- 1982
  -  Médaillé d'or de la poursuite par équipes (avec Kevin Nichols, Michael Turtur, Gary West)

### Six jours
- 1987
  - Six jours de Launceston (avec Tom Sawyer)